# Lasioglossum griseolum
Lasioglossum griseolum är en biart som först beskrevs av Morawitz 1872.  Lasioglossum griseolum ingår i släktet smalbin, och familjen vägbin. Inga underarter finns listade i Catalogue of Life.